# Kinh Bắc
Kinh Bắc là một phường thuộc tỉnh Bắc Ninh, Việt Nam.

## Địa lý
Phường Kinh Bắc có vị trí địa lý:
- Phía đông giáp các phường Vũ Ninh và Nếnh
- Phía tây giáp xã Tam Đa
- Phía nam giáp phường Võ Cường
- Phía bắc giáp phường Vân Hà.

Phường Kinh Bắc có diện tích 19,95 km², dân số 84.275 người, mật độ dân số đạt 4.224 người/km².

## Hành chính
Phường Kinh Bắc có các khu phố: Yên Mẫn, Thị Chung, Niềm Xá, Y Na, 2 Y Na, Hồ Ngọc Lân. Tất cả các khu phố của P. Tiền Ninh Vệ cũ, P. Suối Hoa cũ, P. Hòa Long cũ , P. Phúc Xuyên cũ và P. Vạn An cũ
Phường Kinh Bắc có đường QL1A cũ,  1 tuyến đường liên tỉnh (286) chạy qua với chiều dài khoảng 5 km, ngoài ra còn hàng trăm tuyến đường nội đô quy mô lớn như:Nguyễn Đăng Đạo, Nguyễn Gia Thiều, Trần Hưng Đạo (18), Nguyễn Phi Ỷ Lan, Lý Thái Tổ, Nguyễn Cao, Lê Văn Thịnh,Huyền Quang,Thiên Đức  Âu Cơ, Hồ Ngọc Lân, Ngô Sĩ Liên, Lê Hồng Phong, Nguyễn Thị Minh Khai, Ngô Quyền, Tô Hiến Thành, Nguyễn Công Hãng, Hoàng Văn Thụ, Nguyễn Đức Cảnh, Lạc Long Quân... Có thể thấy, với hệ thống đường giao thông thuận tiện phần lớn đều trải áp phan, từ Kinh Bắc có thể đi đến các địa phương khác theo 4 hướng khác nhau tất cả các tuyến đường đều lấp đầy các khu dân cư với quy mô phố phường khang trang hiện đại.

## Lịch sử
Theo sử sách ghi lại thì thời Hùng Vương vùng đất nơi đây thuộc bộ Vũ Ninh của quốc gia Văn Lang. Đến thời Hán thuộc huyện Long Biên, quận Giao Chỉ. Thời Lý – Trần nằm trong lộ Bắc Giang. Năm 1469 thuộc trấn Kinh Bắc. Năm Minh Mệnh thứ 3 (1822) thuộc trấn Bắc Ninh. Năm Minh Mệnh thứ 12 (1831) thuộc huyện Võ Giàng, huyện Yên Phong tỉnh Bắc Ninh. Sau Cách mạng tháng Tám năm 1945, xã Kinh Bắc được thành lập bao gồm các thôn Y Na, Yên Mẫn, Thị Chung, Niềm Xá. Năm 1952, địa danh hành chính Kinh Bắc có thêm thôn Đọ Xá. Năm 1957, thôn Đọ Xá sát nhập về khu phố Ninh Xá, bốn thôn còn lại của Kinh Bắc được giữ nguyên tới ngày nay.
Ngày 25 tháng 8 năm 2003, thành lập phường Kinh Bắc trên cơ sở toàn bộ diện tích tự nhiên và dân số của xã Kinh Bắc. Phường Kinh Bắc có 206,02 ha diện tích tự nhiên và 6.315 nhân khẩu.
Ngày 16 tháng 6 năm 2025, Ủy ban Thường vụ Quốc hội ban hành Nghị quyết số 1658/NQ-UBTVQH15 của UBTVQH về việc sắp xếp các đơn vị hành chính cấp xã của tỉnh Bắc Ninh năm 2025. Theo đó, sắp xếp toàn bộ diện tích tự nhiên, quy mô dân số của các phường Suối Hoa, Tiền Ninh Vệ, Vạn An, Hòa Long, Khúc Xuyên và Kinh Bắc thành phường mới có tên gọi là phường Kinh Bắc.

## Địa chỉ trụ sở các cơ quan
- Trụ sở UBND phường: Số 10, đường Phù Đổng Thiên Vương, phường Kinh Bắc
- Trung tâm phục vụ hành chính công: Số 9, đường Nguyên Phi Ỷ Lan, phường Kinh Bắc
- Công an phường: Số 89, đường Cao Lỗ Vương, phường Kinh Bắc

## Giáo dục
- Trường Trung học cơ sở Nguyễn Đăng Đạo
- Trường Trung học phổ thông Chuyên Bắc Ninh 1
- Trường Phổ thông liên cấp FPT Bắc Ninh
- Trường Mầm non, Tiểu học, Trung học cơ sở Kinh Bắc
- Trường Mầm non, Tiểu học, Trung học cơ sở Suối Hoa
- Trường Mầm non, Tiểu học, Trung học cơ sở Tiền An
- Trường Mầm non, Tiểu học, Trung học cơ sở Ninh Xá
- Trường Mầm non, Tiểu học, Trung học cơ sở Vệ An
- Trường Mầm non, Tiểu học, Trung học cơ sở Hòa Long
- Trường Mầm non, Tiểu học, Trung học cơ sở Khúc Xuyên
- Trường Mầm non, Tiểu học, Trung học cơ sở Vạn An
- Trường Liên cấp Trần Quốc Toản
- Trường Mầm non Ánh Dương

## Các di tích, địa điểm nổi tiếng
- Đình Yên Mẫn
- Chùa Yên Mẫn (Di Đà tự)
- Đình Y Na
- Chùa Y Na (Phúc Đà tự)
- Đình Thị Chung
- Chùa Thị Chung (Linh Quang tự)
- Đình, chùa Đọ Xá
- Chùa Khúc Toại
- Đền Giếng
- chùa Lẫm
- Đền thờ Vua Bà
- Đình, chùa làng Diềm
- chùa Thụ Ninh